# Chlorophorus deterrens
Chlorophorus deterrens là một loài bọ cánh cứng trong họ Cerambycidae.